# Islamska Wspólnota Wyznaniowa w Austrii
Islamska Wspólnota Wyznaniowa w Austrii (niem. Islamische Glaubensgemeinschaft in Österreich -IGGiÖ) – jedna z głównych organizacji muzułmańskich w Austrii.
Powstała w 1979. Jej główne organy to dysponująca władzą wykonawczą Szura (16 osób wybieranych na czteroletnią kadencję przez członków muzułmańskich rad miejskich) oraz Rada Starszych (10 członków wybieranych przez Szurę), do której zadań należy opracowywanie spójnego programu nauczania religii w szkołach, opieka nad meczetami, a także – w przypadku nieobsadzenia stanowiska muftiego – nadzorowanie pracy imamów i pedagogów.
Z inicjatywy członków IGiÖ w 1998 powołano Islamską Akademię Edukacji Religijnej, której zadaniem jest kształcenie austriackich nauczycieli i imamów.
Obecnym (od 1999) prezydentem IGiÖ jest Anas Schakfeh.